# لامبرتون، نیوجرسی
لامبرتون (به انگلیسی: Lumberton Township) شهری در ایالت نیوجرسی کشور ایالات متحده آمریکا است که جمعیت آن در سرشماری سال ۲۰۱۰ میلادی، ۱۲٬۵۵۹ نفر بوده‌است.